# Limnotilapia dardennii
Рід Limnotilapia складається лише з 1 виду риб родини цихлові.

## Види
- Limnotilapia dardennii (Boulenger 1899)

## Переглянуті (старі) назвиLimnotilapia
- Limnotilapia loocki див. Interochromis loocki (Poll 1949)